# Anthology 松原みき BEST
『Anthology 松原みき BEST』（アンソロジー まつばらみき ベスト）は、ポニーキャニオン初の松原みきのベスト・アルバム。2002年4月17日にCDがリリースされた。

## 収録曲
1. 真夜中のドア～Stay With Me (5'11")[2]
作詞：三浦徳子／作曲：林哲司／編曲：林哲司[3]
2. 愛はエネルギー (3'37")
作詞：三浦徳子／作曲：林哲司／編曲：林哲司
3. あいつのブラウンシューズ (4'29")
作詞：島エリナ／作曲：杉真理／編曲：鈴木茂
4. ニートな午後3時 (4'09")
作詞：三浦徳子／作曲：小田裕一郎／編曲：大村雅朗
5. 倖せにボンソワール (3'49")
作詞：三浦徳子／作曲：小杉保夫／編曲：飛澤宏元
6. Jazzy Night (3'51")
作詞：三浦徳子／作曲：林哲司／編曲：林哲司
7. 予言 (4'14")
作詞：パンタ／作曲：浜田金吾／編曲：後藤次利
8. Pradise Beach（ソフィーのテーマ） (3'42")
作詞：松本隆／作曲：細野晴臣／編曲：細野晴臣
9. Sweet サレンダー (3'36")
作詞：田口俊／作曲：山川恵津子／編曲：鷺巣詩郎
10. 恋するセゾン～色恋来い～ (4'10")
作詞：康珍化／作曲：亀井登志夫／編曲：向谷実
11. そうして私が (4'16")
作詞：三浦徳子／作曲：林哲司／編曲：林哲司
12. Marshia (5'32")
作詞：松原みき／作曲：松原みき／編曲：鈴木茂
13. モダンに殺気 (3'47")
作詞：松井五郎／作曲：山川恵津子／編曲：向谷実
14. 風のフォトグラフ (4'42")
作詞：売野雅勇／作曲：林哲司／編曲：林哲司
15. That's All (4'05")
作詞：森田由美／作曲：佐藤健[4]／編曲：佐藤健
16. Rainy Day Woman (5'05")
作詞：松本隆／作曲：亀井登志夫／編曲：松任谷正隆

## 関連シングル・アルバム
1. POCKET PARK LP C25A0077 SEE・SAW 1980年1月21日 キャニオン・レコード ほか CASSETTE（廃盤）、CD
2. 愛はエネルギー EP W-18 SEE.SAW 1979年12月5日 キャニオン・レコード（廃盤）
3. Who are you? LP C28A0114 SEE・SAW 1980年9月21日 キャニオン・レコード ほか CASSETTE、CD（廃盤）
4. ニートな午後3時 EP 7A0049 SEE・SAW 1981年2月5日 キャニオン・レコード（廃盤）
5. 倖せにボンソワール EP 7A0088 SEE・SAW 1981年7月5日 キャニオン・レコード（廃盤）
6. Who are you? LP C28A0114 SEE・SAW 1980年9月21日 キャニオン・レコード ほか CASSETTE、CD（廃盤）
7. 予言 EP 7A0218 SEE.SAW 1982年9 キャニオン・レコード（廃盤）
8. Paradise Beach（ソフィーのテーマ） EP 7A0272 SEE・SAW 1983年4月25日 キャニオン・レコード（廃盤）
9. Sweet サレンダー EP 7A0315 SEE.SAW 1983年9月 キャニオン・レコード（廃盤）
10. 恋するセゾン～色恋来い～ EP 7A0496 SEE.SAW 1985年6月21日 キャニオン・レコード（廃盤）
11. POCKET PARK LP C25A0077 SEE・SAW 1980年1月21日 キャニオン・レコード ほか CASSETTE（廃盤）、CD
12. Who are you? LP C28A0114 SEE・SAW 1980年9月21日 キャニオン・レコード ほか CASSETTE、CD（廃盤）
13. LADY BOUNCE LP C28A0417 SEE・SAW 1985年6月21日 キャニオン・レコード ほか CD、CASSETTE（廃盤）
14. REVUE LP C28A0293 SEE・SAW 1983年9月21日 キャニオン・レコード ほか CASSETTE（廃盤）
15. POCKET PARK LP C25A0077 SEE・SAW 1980年1月21日 キャニオン・レコード ほか CASSETTE（廃盤）、CD
16. Who are you? LP C28A0114 SEE・SAW 1980年9月21日 キャニオン・レコード ほか CASSETTE、CD（廃盤）